# 诺罗敦·诺林达拉邦
诺罗敦·诺林达拉邦王子（1954年9月18日—2003年10月7日），柬埔寨王国前國王诺罗敦·西哈努克最小的儿子，在家中排行13，现任國王诺罗敦·西哈莫尼的同母弟，生母是诺罗敦·莫尼列·西哈努克王后，曾在莫斯科国立大学学语言学和犯罪学，除精通高棉语，还会说法语和俄语，1980年加入红色高棉，后移居法国巴黎，2003年在他在巴黎的公寓因心肌梗死而去世，年49岁。

## 家庭
诺罗敦·诺林达拉邦王子结婚后生有2个女儿，分别是诺罗敦·西莫娜琳（Norodom Simonarine，1984年8月—）和诺罗敦·莫尼努克（Norodom Moninouk，1987年3月—）。